# Martin Damianitsch
Martin Damianitsch (* 26. Dezember 1807 in Falkenstein, Niederösterreich; † 29. Jänner 1899 in Wien) war ein österreichischer Militärjurist.

## Leben
Martin Damianitsch besuchte das Gymnasium in Nikolsburg und studierte dann Rechtswissenschaft in Wien. Ab 1832 war er im Militär als Auditorspraktikant eingesetzt, 1840 wurde er zum Hauptmann-Auditor, 1852 zum Major-Auditor und schließlich 1857 zum Oberst-Auditor ernannt. In Anerkennung seiner Leistungen wurde ihm die goldene Medaille für Kunst und Wissenschaft verliehen.
Die Studien von Martin Damianitsch über das Militärstrafrecht waren bahnbrechend auf diesem Gebiet.

## Schriften
- Handbuch des Richteramtes für Militärrichter, 1844
- Handbuch der Strafgesetze der k.k. österreichischen Armee, 1849
- Handbuch des Strafverfahrens bei den k.k. Militärgerichten, 1855
- Das Militär-Strafgesetzbuch über Verbrechen und Vergehen vom 15. Jänner 1855 für das Kaiserthum Oesterreich, Wien 1855